# Matelea pedicellata
Matelea pedicellata är en oleanderväxtart som först beskrevs av Gustaf Oskar Andersson Malme, och fick sitt nu gällande namn av G. Morillo. Matelea pedicellata ingår i släktet Matelea och familjen oleanderväxter. Inga underarter finns listade i Catalogue of Life.